# Teresa Wilska
Teresa Wilska ps. Czarna Bożena, Bożenka (ur. 18 lutego 1926 w Rogowie) – polska nauczycielka, podharcmistrzyni, łączniczka w powstaniu warszawskim, autorka wspomnień o tematyce powstańczej.

## Życiorys
Urodziła się w Rogowie, w powiecie brzezińskim. Pochodziła z rodziny właścicieli ziemskich, była córką Zbigniewa Aleksandra Wilskiego i Ireny Jagmin (1897–1977). Podczas okupacji hitlerowskiej działała w konspiracji. Służyła w 5. Warszawskiej Żeńskiej Drużynie Harcerskiej (hufiec Stare Miasto). Podczas powstania warszawskiego początkowo była pozaliniową łączniczką „K-1” w Śródmieściu. Pod koniec sierpnia działała na Starym Mieście, przechodząc wielokrotnie kanałami ze Śródmieścia. 1 września 1944 wyprowadziła kanałami z upadającej Starówki grupę około 50 żołnierzy ze Zgrupowania „Wigry” wraz z ich dowódcą (dotarli wszyscy). Od 2 września na Czerniakowie. Służyła również jako łączniczka por. Wacława Micuty – dowódcy plutonu pancernego w batalionie „Zośka”. Po upadku powstania warszawskiego uciekła z transportu do Pruszkowa i dotarła do rodzinnego domu w Rogowie.
Po wojnie studiowała na Wydziale Matematyczno-Przyrodniczym Uniwersytetu Łódzkiego, później Uniwersytetu Warszawskiego. Pracowała w ZOO oraz w Muzeum Zoologicznym w Warszawie. Później była asystentką w Zakładzie Ekologii PAN oraz pracowała jako nauczycielka biologii w liceum.
Miała 3 siostry: Zofię (ur. 1923), która w powstaniu warszawskim należała do Harcerskiej Służby Pomocniczej, Jadwigę (ur. 1924) i Barbarę (ur. 1928) oraz brata Zbigniewa, który był teatrologiem.

## Ordery i odznaczenia[2]
- Krzyż Walecznych
- Złoty Krzyż Zasługi
- Krzyż Partyzancki
- Medal za Warszawę 1939–1945